# Derek Powers
(Derek Powers/Blight)
Derek Powers, alias Blight, è un personaggio immaginario della serie televisiva a cartoni animati Batman of the Future, creato da Paul Dini e Bruce Timm.
È un potente uomo d'affari legato alla malavita che, mutato da un gas nervino e delle radiazioni, diviene il più grande nemico del Batman del Futuro. Powers è probabilmente l'antagonista più carismatico di Batman of the Future, nonostante faccia solo sei apparizioni nella serie animata, il suo ruolo ha un peso importantissimo sulla storia, dato che la prima stagione ruota completamente intorno alla sua faida con Terry. In seguito apparirà anche in numerose opere a fumetti, alcune in continuity con l'Universo Animato DC e altre collocate nella continuity principale o in universi paralleli che mostrano un futuro alternativo ad essa.
Powers è vitale anche per la maturazione del protagonista dato che è il responsabile della morte di suo padre. Di tutti i nemici affrontati da Batman, Blight è l'unico che egli abbia realmente odiato, inoltre, sebbene China possa vantare il primato di non essere mai stata sconfitta dall'uomo pipistrello senza di un aiuto esterno, Blight può invece affermare di non essere mai stato, almeno nella serie animata, nemmeno minimamente danneggiato da questi; i due antagonisti non hanno mai concluso uno scontro poiché sempre interrotti da qualcuno (Mr. Freeze, Paxton Powers…); tuttavia, ogni volta che vi si accingevano, l'uomo d'affari radioattivo si è sempre dimostrato in grande vantaggio verso la sua nemesi, e tutt'oggi sembra essere virtualmente invincibile.
In originale la sua voce è data da Sherman Howard, mentre in italiano è doppiato da Mario Scarabelli.

## Caratteristiche del personaggio
Powers viene presentato come un uomo avido, corrotto, losco, infido, spietato, meschino e assetato di potere, capace di manipolare le persone come burattini e dirigerle nella direzione da lui selezionata similmente all'altro supercriminale DC Lex Luthor. Powers ha in comune con questi anche il fatto di essere un uomo ricco che abusa della sua posizione economica e sociale per scopi criminali. Powers è un megalomane ed un avido, assetato di potere e di denaro, profondamente convinto che tutto, e soprattutto tutti abbiano un prezzo; pur di avere ancora di più di quanto già non possegga non si fa problemi a mentire, tradire ed uccidere. La differenza sostanziale con il modello di Lex Luthor, però, è che Powers, a causa di un tragico incidente, ha ottenuto lo straordinario potere di manipolare l'energia nucleare, con il rovescio però che il suo aspetto ne è risultato profondamente e permanentemente alterato, ora l'uomo si presenta infatti come una lastra ai raggi X, uno scheletro annerito circondato da pelle e muscoli verdi luminescenti e trasparenti. A causa di ciò è costretto a nascondersi sotto una pelle cosmetica artificiale, che però corrode quando è agitato, e per applicarla deve sottoporsi a dolorose e lunghe operazioni chirurgiche.
Blight si presenta come graficamente fantastico, il corpo danneggiato e fluorescente che lascia trasparire lo scheletro annerito è sempre circondato da una luminescenza verde, il suo temperamento è aggressivo ma nel contempo moderato e raffinato; il criminale è anche molto curato nell'aspetto e nell'abbigliamento, si presenta difatti sempre vestito in maniera elegante, con giacca e completo scuri e con solo i bordi delle maniche strappati dalla potenza delle sue mani radioattive. Questa cura della propria persona lo accomuna per certi versi all'elegante clown del crimine Joker.
Powers proverà un odio innaturale per chi gli ha causato questa nuova condizione: ovvero Batman. Dal canto suo Terry è divenuto il cavaliere oscuro dopo l'assassinio del padre da parte di Derek Powers. È dunque possibile dire che i due si siano "creati" a vicenda, e per questo siano destinati ad odiarsi ed affrontarsi.
Questo accomuna i due antagonisti alla versione di Batman e Joker del primo film di Tim Burton sul cavaliere oscuro, in cui i due antagonisti si scambiano le seguenti battute:
Joker: «Razza di idiota! Tu mi hai fatto, ricordi? Tu mi gettasti in quel maledetto vascone. E superarla non è mica facile; e non credere che non ci abbia provato!» 

Batman: «Sì, lo so! » [Batman colpisce Joker] 

Batman: «Tu uccidesti i miei...» 

Joker: «Oh..Cosa? ....oh... ehehehe.. Ma di che cosa stai parlando?» 

Batman: «Io ho fatto te. Tu facesti me, prima.» 

Joker: «Ehi Batman, ero ancora un ragazzino quando uccisi i tuoi. Tu dici che io ho fatto te e io dico che tu hai fatto me. Ma non si cade un po' nell'infantile eh? [Si infila gli occhiali] Non picchierai uno con gli occhiali. Vero? Eh?!»
Ad ogni modo, nonostante queste premesse, la serie non offre un vero scontro tra i due, preferendo eliminare Blight dalle scene; data la popolarità raggiunta dal personaggio pare ancora misteriosa questa scelta; una possibile risoluzione del dilemma potrebbe essere gli eccessivi costi che doveva richiedere l'animazione del personaggio.

## Biografia del personaggio

### Gli inizi
Non sappiamo molto del passato di Derek Powers, è quasi sicuramente un Gothamita, e nella suddetta città pare essere anche cresciuto; è molto più giovane di Bruce Wayne (più o meno di 30 anni), dato che quando questi lascia il ruolo di Batman a causa dei suoi prossimi 60 anni, Powers si presenta ancora come un uomo molto giovane.
Sappiamo l'ambizioso Derek essere nato in una famiglia ricca: suo padre, Warren Powers, (comparso solo in un flashback di un fumetto ispirato alla serie TV) era a capo di una potentissima società di biotecnologia, la Powers Technology, di cui ereditò la direzione in quanto figlio unico. Sua madre invece, al contrario del padre, non compare mai direttamente e non ci è dato saperne il nome. Dal poco che conosciamo del carattere di Warren Powers, lo sappiamo essere un uomo cinico, spietato, avido ed egoista quanto il figlio, che ha insegnato a Derek, fin da piccolo, la dottrina del "tutto ha un prezzo". Mentre sappiamo che la madre avere sempre dedicato poche attenzioni al bambino, preferendo pensare a sé stessa e ai soldi; in un ambiente del genere Derek si convinse che il denaro è tutto ciò di cui un uomo ha bisogno, e si dimostrerà sempre pronto a fare tutto per averne il più possibile. A scuola Derek ha sempre avuto voti eccellenti, dimostrando un'intelligenza molto sopra la media ed una grande abilità finanziaria. Powers è laureato in Legge, con una specializzazione in politica azionaria. Il suo inoltre, è il fisico di uno sportivo, lasciando intendere che Powers abbia giocato a Football o a qualche altro sport ai tempi della scuola.
Come presidente della Powers Technology, Derek realizzò molto più di quanto il padre avesse mai sognato, e diventato uno degli uomini più potenti di Gotham inizierà ad espandersi ed affondare le sue radici nel crimine organizzato, prendendo nella sua morsa la grande maggioranza delle famiglie criminali gothamite.
Derek si è sposato molto giovane (all'incirca verso i vent'anni considerando l'età del figlio), sebbene la moglie non sia nota e la sappiamo essere oggigiorno deceduta. Non conosciamo se sia stato un matrimonio d'interesse o se avesse realmente amato la donna; Derek sembra comunque molto restio a parlare di lei o della sua morte, segno che in fondo provasse una qualche affezione nei suoi confronti. Questo potrebbe essere l'unico vero sentimento umano manifestato da Powers. Dall'innominata moglie ha avuto anche un figlio, Paxton, con cui condivide non solo una forte somiglianza, ma addirittura la stessa bramosia, tanto che per qualche motivo sarà esiliato in Verdeza come dissidente politico. Derek parrebbe essersi tenuto in contatto con il figlio nonostante l'esilio.

### La Wayne-Powers
Nel 2021, Derek Powers è diventato l'uomo più importante e ricco della comunità Gothamita, di gran lunga più di Bruce Wayne, e a tenere del tutto nascosti i suoi contatti con la malavita. La sua mossa più ambiziosa e ben riuscita è la fusione aziendale tra la Powers Technology e la Wayne Enterprise, di cui diviene presidente al posto di Bruce Wayne, ritirato in pensione. Nasce così la potentissima e ricca Wayne-Powers.
Il primo atto di forza e di leadership di Derek è licenziare Lucius Fox Jr., figlio di Lucius Fox, vecchio amico di Bruce Wayne. La fama intimidatoria da "squalo" di Powers e i suoi contatti con la malavita faranno sì che l'impresa nel giro di pochi anni si disfi di tutti i rivali e diventi tra le più importanti del paese.
La sparizione di Batman (in quel periodo Bruce Wayne aveva smesso i panni da uomo pipistrello), fece senza dubbio la sua parte nella fluidità delle attività criminali dell'industriale.
Quando le industrie Wayne-Powers divennero primo fornitore d'armi per l'esercito statunitense, Wayne fu talmente disgustato dalla corruzione che ora vagava nella sua azienda da abbandonare perfino il ruolo di supervisore e le sue visite alla società si faranno sempre più scarse, dando così modo a Derek di acquisire sempre più potere.
In seguito, non contento di fornire armi soltanto al suo paese, decise di commerciare armamenti da fuoco, nucleari e batteriologici anche a terroristi e all'estero.

### Il ritorno di Batman
Powers finanziò un gruppo di scienziati per creare l'arma che venduta all'estero l'avrebbe reso ricco (secondo le sue previsioni): un gas nervino virtualmente incurabile che si trasmette per via aerea e uccide in breve tempo chi contagia. Prima di essere usato tuttavia, il prodotto richiedeva un test su una cavia umana; Derek designò per questo ruolo Harry Tully, un suo dipendente che aveva collaborato al progetto ed aveva iniziato ad avere troppi ripensamenti. Appena il corpo dell'uomo iniziò a deteriorarsi, tuttavia, egli riuscì a consegnare all'amico Warren McGinnis un CD contenente tutte le informazioni sul virus destinate alla polizia.
Dopo essere riuscito a recuperare la sua preziosa cavia umana e non avergli trovato addosso nulla, Powers convocherà Warren a colloquio per scoprire quanto questi ne sappia; vedendosi davanti al sospetto dell'uomo, che ha visto i suoi uomini prelevare Harry davanti ai suoi occhi, notando tra l'altro le piaghe che egli aveva sul corpo, Powers lo rassicurerà dicendo che Tully ha avuto solo una reazione allergica ad un prodotto chimico da lui creato, e che sta venendo curato dai migliori medici, infine con nonchalance, gli chiede se sa qualcosa riguardo ad un CD che Tully aveva con sé, Warren risponde negativamente e Powers, dopo aver salutato l'uomo con affetto (avendo capito che questi mente), ne ordina l'uccisione all'assistente Fixx, prima che possa rivelare qualcosa alla polizia.
Con un gesto di estrema ipocrisia, Derek sarà presente ai funerali dell'uomo a consolarne vedova e figli, ed in seguito farà un annuncio ufficiale dicendo che impiegherà tutte le sue forze per far sì che l'assassino di Warren paghi.
Non avendo trovato il dischetto da lui bramato al momento dell'omicidio, Powers incaricherà degli uomini di tenere sotto osservazione i McGinnis ipotizzando che il prezioso file sia ancora li, e nel caso lo avessero trovato di avvertirlo. Così, quando il figlio maggiore di Warren, Terry, trova l'oggetto in questione, Powers lo raggiunge in strada invitandolo a farsi un giro in limousine. Il ragazzo, che già sospetta del coinvolgimento di Powers nell'assassinio del padre, declinerà l'offerta e Derek spazientito lo minaccerà apertamente costringendolo a darglielo con la forza sbarrandogli la strada con la sua guardia del corpo. Terry lascerà il Cd e fuggirà inseguito dagli spari degli uomini di Powers, il quale ordinerà di cessare il fuoco dopo aver recuperato il disco ritenendo Terry un testimone di poco rilievo. A questo punto però Terry, convinto della colpevolezza di Derek Powers, ruba a Bruce Wayne la Batsuite e si reca alla sede della Wayne-Powers con l'intento di farsi giustizia da solo.
Poco prima Powers aveva finito le trattative con il ministro della Kaznia e gli aveva venduto un carico del suo gas che sarebbe stato trasportato quella sera stessa su un aereo pilotato dall'assistente di Derek mr.Fixx.
Mentre sta organizzando i preparativi per il decollo, Powers riceve dalla sua sorveglianza la notizia che Batman è penetrato nell'edificio; all'idea che il cavaliere oscuro sia tornato in azione dopo vent'anni Derek scoppia a ridere e decide di non curarsene preferendo tornare ad organizzare il trasporto della tossina; Tuttavia l'uomo pipistrello riesce a superare le difese dell'uomo ed a raggiungerlo sulla pista di decollo intenzionato a fermare il volo; spazientito dall'imprevisto ordina al suo assistente di partire e decide di provvedere personalmente all'intruso, così Powers si intrattiene in uno scontro a fuoco col pipistrello, durante il quale un suo proiettile fora accidentalmente una delle cisterne di gas rimaste a terra. Il gas fuoriesce contagiando lo stesso Derek Powers, il quale fa appena in tempo a strisciare per chiedere aiuto ai suoi uomini mentre Batman dirotta il pericoloso volo.
L'unico modo rimasto a Powers per sopravvivere è tentare di debellare il virus col suo unico punto debole: le radiazioni, attraverso di esse Derek riesce ad estirpare il virus dal suo corpo, tuttavia come effetto collaterale, le radiazioni assorbite, unite alle proprietà mutagene del virus, rendono l'intero corpo dell'uomo talmente radioattivo da rendergli la pelle traslucente.
Lo staff medico di Powers riesce tuttavia a sintetizzare una pelle capace di contenere temporaneamente la sua radioattività di modo da potergli permettere di mostrarsi in pubblico; tale pelle artificiale è comunque destinata a strapparsi ogni qualvolta l'uomo, sotto pressione, emette più energia del normale, e per essere riapplicata gli occorrono ore di difficill operazioni chirurgiche. Con questo stratagemma Powers può continuare a dirigere la sua società mentre i suoi dottori cercano una cura.

### La nascita di Blight
Quando il governo decise di costruire una nuova stazione lunare, le due società cui proporre il contratto erano la Wayne-Powers e la Foxteca. Per liberarsi della concorrenza allora Powers assume una sabotatrice industriale: China; quando la donna penetra nella società e genera una serie di esplosioni, Bruce Wayne diviene sospettoso ed interroga Powers su un suo possibile coinvolgimento, l'uomo declina ogni affermazione dell'anziano supervisore e lo liquida velocemente, tuttavia l'uomo è riuscito a prelevare uno strano tessuto cellulare nero sulla scrivania dell'uomo ed inizia a studiarlo capendo che la sabotatrice mutante è stata da Powers, che ne è il probabile mandante.
Il giorno seguente China lo informa che il suo secondo sabotaggio ai danni della Foxteca non è andato a buon fine a causa dell'intrusione di Batman; seccato dall'ennesima intromissione del cavaliere oscuro nei suoi piani, Powers dà alla mutaforma un nuovo compito: uccidere Batman (la rabbia provata al solo sentir menzionare la causa delle sue sventure corrode la sua pelle artificiale proprio di fronte alla donna mutante). Successivamente al fallimento di questa ed alla sua conseguente cattura, è ignoto quale delle due compagnie abbia ricevuto l'incarico dal governo.
Wayne si era precedentemente opposto alla demolizione del distretto storico di Gotham, voluta da Powers al fine di costruire un altro complesso aziendale; dati i numerosi appoggi riscossi da Wayne, Powers è costretto a muovere come unica pedina l'eliminazione di questi, appunto per mano di Shreever. Dopo che tuttavia questi fallisce nell'impresa, sempre grazie all'intromissione di Batman, Powers è costretto ad annullare la costruzione del complesso dopo aver perso mettendo la decisione ai voti.
La svolta nella vita di Derek Powers arriva però una sera, quando Batman, dopo aver sventato un trasporto di scorie al porto, utilizza il cellulare di un malvivente per contattare il di lui mandante, dall'altra parte del telefono risponde ovviamente Powers, l'uomo secato dall'ennesima intromissione di Batman inizia a sciogliere la sua pelle tramite radiazioni proprio nel bel mezzo di una riunione aziendale ed è costretto ad assentarsi da essa; in seguito i suoi dottori gli espongono la loro teoria che le radiazioni stiano diventando via via più potenti; a questo punto un nuovo membro del suo staff di medici, la dottoressa Stephanie Lake, interviene annunciandogli che secondo i suoi studi è possibile creare un nuovo corpo partendo dal DNA basilare di Derek; l'uomo si rivela molto interessato ma prima per precauzione esige un test su un altro soggetto, la donna allora riesuma Mr. Freeze e gli dona un nuovo corpo, apparentemente con successo.
Soddisfatto Powers ordina di tenere Freeze sotto osservazione ed annuncia al pubblico che le conoscenze del dottore saranno presto messe al servizio della comunità e che grazie al metodo usato con lui sarà presto possibile salvare milioni di vite con la medicina. Tuttavia il processo che ha dato il nuovo corpo a Freeze è apparentemente instabile ed il dottore incomincia a provare gli stessi sintomi che aveva in precedenza. Deluso, l'industriale ne ordina a Stephanie Lake l'eliminazione, e quando la dottoressa esegue l'ordine Freeze furibondo scappa.
In seguito mentre Powers ha un colloquio con la Lake in cui essa cerca di spiegargli cosa è andato storto, i due vengono attaccati da un furibondo Mr. Freeze, il quale li congela entrambi e fugge poi nei sotterranei con l'intento di far crollare l'edificio; Powers, però, riesce a liberarsi dal ghiaccio emettendo una massa di radiazioni tali da distruggerli anche la pelle sintetica; in seguito, nella sua forma di scheletro lucente, attacca il dottore friggendolo con le radiazioni e cortocircuitando la di lui armatura. Alla domanda di Freeze su chi sia, Power risponde:
«Da questo momento il mio nome sarà Blight e ogni cosa che io toccherò appassirà e resterà senza vita!»
Infine, quando sulla scena si presenta anche Batman, Powers coglie l'occasione per regolare i conti in sospeso e gli si ripresenta come Blight (letteralmente "danneggiamento", "inaridimento" o "influenza maligna"). Nello scontro che ne segue Powers picchia vergognosamente l'avversario, il quale non riesce a portare a segno nemmeno un colpo a favore, e quando questi è a terra ed in completa balia del luminoso businessman, Mr. Freeze come ultimo atto prima di morire salva la vita all'erede del suo antagonista e, colpendo Blight con un raggio congelante, lo getta fuori dall'edificio e attraverso la città, fino a farlo piombare in un lago ghiacciato, da cui verrà in seguito ripescato dai suoi dottori.
In seguito Powers usò le sue risorse per finanziare Walter Shreever, brillante ingegnere sonoro, ottenendo dalle sue ricerche risultati insperati: una tuta capace di manipolare le onde sonore; sbalordito dal potenziale della tuta, Powers ordinerà a Shreever di impiegare le sue tecnologie per assassinare Bruce Wayne.

### Di padre in figlio
La situazione di Derek Powers continua a peggiorare, ora una pelle sintetica non gli dura un giorno e i suoi dottori ipotizzano che presto provocherà disturbi sanitari a tutte le persone che gli stanno vicini senza protezioni. Come Blight fa irruzione in un magazzino della Plas-Tech, nella speranza di trovare tra le loro formule una plastica tanto resistente da poter essere inglobata alla sua pelle artificiale per renderla migliore; il suo piano viene tuttavia sventato da Batman, che dopo un nuovo scontro riesce nuovamente a sconfiggere (ma non a uccidere) ed in seguito fugge. Disperato Derek decide di ritirarsi a vita privata e non apparire più in pubblico finché non avesse trovato una cura.
Richiama dunque il figlio Paxton dal suo esilio in Verdeza, in Sud America, e gli chiede di prendere il suo posto alla guida della società, seppur unicamente come facciata dato che sarà sempre lui a gestire tutto da dietro le quinte, il figlio si insospettisce sul perché ed allora Derek gli mostra la sua condizione fisica dicendogli che ha bisogno dell'aiuto di suo figlio.
Il giorno seguente Powers indirà una riunione di emergenza in cui esporrà la sua decisione di lasciare tutta l'azienda nelle mani del figlio Paxton e di ritirarsi; durante il colloquio un gruppo di pescatori della Verdeza irrompono e si oppongono alla decisione di Powers accusando Paxton di essere il principale responsabile dell'inquinamento del loro bacino lacustre, presentando pesci morti che paiono sconvolgere gli altri membri del consiglio. Infuriato per l'accaduto (che scombina completamente i suoi piani), Derek emette una quantità di radiazioni tanto grande a distruggersi la pelle artificiale indossata, rivelando a tutti i presenti, inclusi Bruce Wayne e Batman di essere Blight. In seguito aggredirà Wayne ed i pescatori per poi fuggire e diventare un pericoloso ricercato.
Ciò che Blight ignora è che ad organizzare tutto questo è stato proprio il figlio Paxton, intenzionato ad usurpare il trono del padre, difatti contatterà il figlio per chiedergli di mettere assieme il suo staff di dottori e dargli una nuova pelle artificiale per farlo fuggire all'estero; Paxton fingendo di volerlo aiutare gli dice che non è una soluzione e che è meglio andare in ospedale; in realtà l'unica intenzione di Paxton è scoprire dove si nasconde il padre per eliminarlo. Comprendendo del tradimento del figlio, Blight si nasconderà in un sottomarino nucleare abbandonato; unico luogo dove le radiazioni emesse dal suo corpo sono invisibili ai radar.
Apparentemente l'unica persona a sapere del suo nascondiglio è Miss Winston, la sua segretaria, dato che è lei a procurargli cibo e acqua.
In seguito Batman localizzerà Blight nel suo nascondiglio, d'accordo con Paxton che gli ha fatto credere di voler arrestare il padre perché possa essere aiutato; quando i due antagonisti si trovano di nuovo faccia a faccia Blight semplicemente domanda a Terry perché questi lo tormenta, al che Batman rivela che odia l'uomo in quanto responsabile della morte di suo padre rivelandosi a lui e facendogli capire che si tratta di Terry il figlio di Warren Mcginnis che ora vuole vendetta contro di lui per aver fatto uccidere il padre. Invece di provare rimorso per i suoi crimini e cercare perdono e rendersi conto che la sua attuale situazione è solo colpa sua e della sua avidità rimane impenitente fino all'ultimo liquidando la morte dell'uomo come irrilevante rispetto a ciò che gli è successo e Terry decide di chiudere i conti con Blight una volta per tutte e i 2 si affrontano per l'ultima volta per chiudere i conti tra loro e stavolta Terry ha la meglio sul suo arcinemico.
A quel punto, Paxton e i suoi uomini irrompono ed intrappolano Blight in una rete speciale collegata ad un macchinario che ne assorbe la radioattività. Nonostante l'odio provato per Powers, Batman non riesce a lasciare che Paxton lo uccida e cerca di liberarlo; dal canto suo Blight non ne ha affatto bisogno, in una furia cieca distrugge rete e macchinario, insegue il figlio che riesce a sfuggirgli per un pelo ed infine libera le onde in una fragorosa esplosione che si ripercuote multipla per tutto il sottomarino; Batman è di per sé combattuto tra regolare i conti con Blight o fuggire, ma infine decide che lo scontro non avrebbe senso e che è sbagliato vivere per la vendetta, Terry osserva da lontano il sommergibile nucleare che si inabissa con l'eterno nemico a bordo.
Quella mattina il cavaliere oscuro si presenta da Paxton, comunicandogli che "si è fatto un grosso nemico"; l'uomo replica che non gli fa paura e Batman gli risponde che non parlava di sé. Alle spalle di Paxton il telegiornale dichiara che il corpo di Derek Powers (Blight) non è stato ritrovato.

## Poteri e abilità
Derek ha i nervi molto saldi ed è un manipolatore nato, la sua astuzia gli permette di uscire facilmente da qualunque situazione spinosa; inoltre è un uomo d'affari straordinariamente acuto con un talento innato per il controllo e la leadership.
Già da prima di divenire un superumano Powers si presentava con un fisico allenato ed atletico, più avanti infatti si rivelerà parecchio abile nel corpo a corpo, tanto da affrontare Batman; oltre al combattimento un'altra abilità di Derek è l'uso delle armi da fuoco, l'unica volta che lo si vede usare un'arma, (secondo episodio) la manovra con estrema destrezza, e con una mira straordinaria; tanto che riesce perfino a bloccare la traiettoria di un Batarang.
Le abilità superumane di Blight invece, essendo derivate dalla sua esposizione ad un virus mutageno ed al successivo utilizzo di radiazioni per curarsi, sono di origine radioattiva e dipendono dal fatto che il suo corpo ha imparato dall'assorbimanto a produrre energia nucleare a sua volta ed in quantità sempre maggiore; tanto da rendere la sua pelle trasparente e fosforescente. Di per sé questo potere gli permette di generare e proiettare l'energia in tutte le sue forme, da scariche elettriche a impulsi magnetici fino a concentrare sfere di energia nelle mani ed utilizzarle per colpire l'avversario, inoltre più passa il tempo più gli attacchi si fanno potenti ed efficaci a causa dalla maggior quantità di energia che il suo corpo produce.
Il tocco di Blight, o comunque il contatto con la sua pelle è altamente corrosivo per gli oggetti inanimati; mentre invece per gli esseri viventi è dapprima ustionante, poi velenoso ed alla lunga mortale. Anche solo stargli vicini senza protezioni quando lui non ha indosso la pelle artificiale può essere causa di intossicazioni e malattie.
Anche la resistenza di Blight è straordinariamente più sviluppata di quella di un comune uomo; difatti quando Batman lo scaraventa verso una balconata metallica a circa sei metri di distanza la balconata si frantuma a contatto della sua pelle e gli crolla addosso e nonostante ciò si alza come se niente fosse; in seguito viene scaraventato per centinaia di metri e sopravvive alla caduta nell'acqua ghiacciata; trapassa col corpo vetro e ghiaccio senza sanguinare e si rialza anche dopo che il macchinario di Paxton ha assorbito la sua energia generandone altra immediatamente; è plausibile pensare che la mutazione abbia reso il suo corpo più resistente e soprattutto impossibile da ferire; c'è anche inoltre, la possibilità che proprio non abbia più né sangue né organi per sanguinare, poiché altrimenti glieli si vedrebbe attraverso la pelle.
La capacità più straordinaria e potente di Blight è comunque quella di esplodere come un ordigno ma con ripercussioni multiple; ovvero quando esplode per liberando tutta la sua energia in una volta sola non genera una sola esplosione ma diverse che si ripercuotono per tutto l'edificio in cui si trova, tale abilità pare richiedergli uno sforzo immane ma non è apparentemente dannosa per lui, il che vuol dire che non equivale ad una sorta di autodistruzione, ma soltanto all'esplosione di tutto ciò che gli sta attorno. Il fatto che con questo potere sia riuscito a far saltare in aria ed affondare un sottomarino nucleare, fa riflettere sull'effettiva potenza delle radiazioni emesse da Blight al momento dell'esplosione.

## Fumetti
- Blight ritorna, dopo la sua apparente morte in Batman Beyond # 18 (in continuity con la serie animata). È rivelato che Powers è sopravvissuto all'esplosione del sottomarino ed è divenuto il nuovo bersaglio del cacciatore Stalker. Dopo aver iniettato in Batman un veleno radioattivo in una dose non letale, Stalker tenta di usarlo come esca per attirare Blight, che si è nascosto nel sistema fognario di Gotham, dopo che il cacciatore aveva apparentemente cercato di catturarlo e ucciderlo. Ormai Blight è diventato completamente pazzo e ha dimenticato la sua identità originale di Derek Powers, riferendosi a se stesso solo come Blight e incolpando Batman per tutto quello che gli è successo. Dopo un lungo combattimento in un'acciaieria, Blight viene sommerso da una colata di acciaio fuso e apparentemente ucciso, lasciando solo il suo cadavere come una statua coperta da uno strato di metallo solidificato. Stalker sottopone Terry a una forte scossa elettrica, facendolo svenire. Quando si sveglia, sia il cacciatore che i resti di Blight spariscono. Alla fine del fumetto, Terry chiede a Bruce cosa Stalker possa aver fatto con Blight; e la vignetta finale mostra Stalker in una caverna, circondato dai trofei delle prede che ha ucciso.
- Blight ritorna nella serie Batman Beyond (vol. 4) (anch'essa in continuity con la serie animata), nella storia Industrial Revolution, in cui sembra essere sopravvissuto all'attacco di Stalker ed è fuggito dalla sua stanza dei trofei. Non usando più la sua pelle artificiale, Blight ora indossa una tuta di contenimento per trattenere le radiazioni che emette. Sembra anche recuperare una parte della sua sanità mentale al punto da ricordare la sua storia come Derek Powers. Ha organizzato anonimamente il rilascio di suo figlio Paxton dal carcere, quindi ha preparato una trappola per lui in un'ex struttura della Wayne-Powers. Apparentemente Blight si vendica quando la struttura viene inghiottita da un'esplosione con Paxton e Batman, solo per scoprire in seguito che Paxton è fuggito con Batman. L'anziano Powers ha in programma di rovinare la sua ex compagnia, per poi ricostruirla dalle sue ceneri. Viene rivelato che dopo il suo confronto con Batman e Paxton, Blight è stato intrappolato sotto il porto di Gotham per mesi e, a causa delle sue condizioni, non ha più bisogno di ossigeno e cibo per sopravvivere. Dopo che Blight è emerso dall'acqua, incontra un ex scienziato della Wayne-Powers, il dottor French, che aiuta Blight a costruire la sua tuta di contenimento. Tuttavia, la tuta inizia a essere inefficace proprio come la sua pelle artificiale, e rivela anche che le condizioni di Powers lo stanno lentamente uccidendo. Alla fine, mentre Batman indaga sull'identità del colpevole che ha sabotato finanziariamente Wayne Enterprises e Powers Technology, Blight si rivela e ha il giovane eroe a sua mercé. Sebbene Batman finisca quasi quasi ucciso, riesce a danneggiare la tuta di Blight, costringendolo a indietreggiare. Batman affronta nuovamente Blight quando attacca Wayne Manor e usa il modulo di controllo sul retro della tuta di Blight per sovraccaricarne le impostazioni, riducendolo ad una melma radioattiva. La melma viene recuperata dal Gotham PD, i quali però affermano di non essere sicuri che Powers possa essere effettivamente vivo o morto.
- Blight fa un'altra apparizione nel primo volume della testata Gotham Academy (questa volta situata nella continuity principale). In questa storia si scopre che ha viaggiato nel tempo utilizzando un portale situato all'interno di un orologio a pendolo, e si traveste da professore supplente per uccidere il giovane Warren McGinnis, futuro padre del suo acerrimo nemico. Tuttavia i suoi piani omicidi vengono sventati dagli studenti della Gotham Academy, che riescono a spingerlo all'interno dell'orologio e a rimandarlo al futuro, distruggendo poi l'orologio per impedire un suo ritorno. Si scopre in seguito che questa versione di Blight proviene dalla continuity di Futures End (impostata come uno dei molteplici futuri della continuity principale), e in tale saga abbiamo un ulteriore ritorno di Blight - dopo uno scontro in cui, analogamente alla versione animata, sopravvive all'esplosione di un sottomarino - seguito dal desiderio di vendetta nei confronti di Terry McGinnis.
- Blight appare in Batman Beyond: Cavaliere Bianco, sequel della miniserie Batman: Cavaliere Bianco. Questa versione di Blight ha "creato" il nuovo Batman addestrando Terry McGinnis dopo aver ucciso a sua insaputa suo padre.